# 1976-os Formula–1 német nagydíj
A német nagydíj volt az 1976-os Formula–1 világbajnokság tizedik futama.

## Futam
A második rajtkockából induló Niki Lauda az eső utáni felszáradóban lévő pályán óvatosan haladt, csak a kilencedik volt. A huszonkét kilométeres első kör után, kereket cserélt, a hideg gumi miatt kicsúszott a Ferrari, szalagkorlátnak ütközve a kocsi két jobboldali kereke leszakadt és az autó kigyulladt. Az érkező Edwards és Merzario próbálta kimenteni Laudát a lángokból. Hosszú időbe telt, mire Lauda a kórházba került. Súlyos égési sérülésekkel, a belélegzett gázoktól tüdő-problémákkal élet-halál között lebegett napokig. A két óra múlva újraindított versenyt Hunt nyerte.
1974-ben Emerson Fittipaldi viselte először egy zürichi sportszergyár tűzbiztos kezeslábasát. Niki Lauda 26. születésnapjára lepte meg saját magát 1975-ben, 65 000 schillingért vásárolta meg. A nürburgringi baleset a ruha gyakorlati értékét mutatta meg, hogy Lauda csak a ruha által nem védett testfelületen égett meg.
| Helyezés | #  | Versenyző                | Csapat/Motor       | Körök | Idő/Kiesés oka                    | Rajthely | Pontszám |
| -------- | -- | ------------------------ | ------------------ | ----- | --------------------------------- | -------- | -------- |
| 1        | 11 | James Hunt               | McLaren-Ford       | 14    | 1:41:42,7                         | 1        | 9        |
| 2        | 3  | Jody Scheckter           | Tyrrell-Ford P34   | 14    | + 27,7                            | 8        | 6        |
| 3        | 12 | Jochen Mass              | McLaren-Ford       | 14    | + 52,4                            | 9        | 4        |
| 4        | 8  | Carlos Pace              | Brabham-Alfa Romeo | 14    | + 54,2                            | 7        | 3        |
| 5        | 6  | Gunnar Nilsson           | Lotus-Ford         | 14    | + 1:57,3                          | 16       | 2        |
| 6        | 77 | Rolf Stommelen           | Brabham-Alfa Romeo | 14    | + 2:30,3                          | 15       | 1        |
| 7        | 28 | John Watson              | Team Penske-Ford   | 14    | + 2:33,9                          | 19       |          |
| 8        | 16 | Tom Pryce                | Shadow-Ford        | 14    | + 2:48,2                          | 18       |          |
| 9        | 2  | Clay Regazzoni           | Ferrari            | 14    | + 3:46,0                          | 5        |          |
| 10       | 19 | Alan Jones               | Surtees-Ford       | 14    | + 3:47,3                          | 14       |          |
| 11       | 17 | Jean-Pierre Jarier       | Shadow-Ford        | 14    | + 4:51,7                          | 23       |          |
| 12       | 5  | Mario Andretti           | Lotus-Ford         | 14    | + 4:58,1                          | 12       |          |
| 13       | 30 | Emerson Fittipaldi       | Fittipaldi-Ford    | 14    | + 5:25,2                          | 20       |          |
| 14       | 40 | Alessandro Pesenti-Rossi | Tyrrell-Ford       | 13    | + 1 kör                           | 26       |          |
| 15       | 25 | Guy Edwards              | Hesketh-Ford       | 13    | + 1 kör                           | 25       |          |
| Kiesett  | 20 | Arturo Merzario          | Wolf-Williams-Ford | 3     | Fék                               | 21       |          |
| Kiesett  | 9  | Vittorio Brambilla       | March-Ford         | 1     | Baleset                           | 13       |          |
| Kiesett  | 4  | Patrick Depailler        | Tyrrell-Ford       | 0     | Baleset                           | 3        |          |
| Kiesett  | 7  | Carlos Reutemann         | Brabham-Alfa Romeo | 0     | Üzemanyag rendszer                | 10       |          |
| Kiesett  | 10 | Ronnie Peterson          | March-Ford         | 0     | Baleset                           | 11       |          |
| Kiesett  | 34 | Hans-Joachim Stuck       | March-Ford         | 0     | Kuplung                           | 4        |          |
| Kiesett  | 26 | Jacques Laffite          | Ligier-Matra       | 0     | Váltó                             | 6        |          |
| Kiesett  | 22 | Chris Amon               | Ensign-Ford        | (1)   | Visszalépett az első verseny után | 17       |          |
| Kiesett  | 1  | Niki Lauda               | Ferrari            | (1)   | Baleset az első versenyen         | 2        |          |
| Kiesett  | 18 | Brett Lunger             | Surtees-Ford       | (1)   | Baleset az első versenyen         | 24       |          |
| Kiesett  | 24 | Harald Ertl              | Hesketh-Ford       | (1)   | Baleset az első versenyen         | 22       |          |
| NK       | 33 | Lella Lombardi           | Brabham-Ford       |       | A rendőrség lefoglalta az autót   |          |          |
| NK       | 36 | Rolf Stommelen           | Brabham-Ford       |       | A rendőrség lefoglalta az autót.  |          |          |
| NK       | 38 | Henri Pescarolo          | Surtees-Ford       |       |                                   |          |          |

## Statisztikák
Vezető helyen:
- James Hunt: 14 (1-14)

James Hunt 4. győzelme, 5. pole-pozíciója, Jody Scheckter 3. leggyorsabb köre.
- McLaren 18. győzelme.

Chris Amon utolsó (108 GP-97 rajt) versenye.